# Alfonso Armada
Pour les articles homonymes, voir Armada.
Alfonso Armada y Comyn, marquis de Santa Cruz de Ribadulla, né à Madrid le 12 février 1920 et décédé à Madrid le 1er décembre 2013, est un militaire espagnol. Personnage fier, ambitieux et à la personnalité complexe, il est surtout connu pour sa participation au coup d'État du 23-F.

## Biographie
Il intègre l'armée dès l'âge de 16 ans. Au cours de la guerre civile espagnole il participe, au sein des troupes putchistes franquistes, à la bataille de Madrid et de Teruel, mais combat aussi sur les fronts d'Andalousie, de Guadalajara et de Valencia. Après la guerre civile il combat pendant la seconde guerre mondiale dans les rangs de la Division Bleue, incorporée  à l'armée allemande, au siège de Léningrad.
À partir de 1945, il devient instructeur dans plusieurs écoles militaires. Il comptera parmi ses élèves Juan Carlos de Borbón, futur roi d'Espagne, et deviendra membre de l'État-major central, notamment en tant que secrétaire général de la Maison du roi. En 1977, il est nommé professeur principal de l'École Supérieure de l'Armée (Escuela Superior del Ejército). Au moment de la tentative de coup d'État, il occupe le poste de gouverneur militaire de Lérida et de second chef d'État-major de l'Armée.
Le 23 février 1981 il est l'un des principaux participants à la tentative de coup d'État surnommée par ces derniers « operación Duque de Ahumada », en l'honneur du fondateur de la Guardia Civil. Si le projet avait été mené à terme, c'est Armada qui aurait présidé la junte militaire à la tête du pays. Lui-même voit le coup d'État comme un mai 1958 espagnol.
Le tribunal suprême, le jugeant l'un des principaux chefs de la tentative de putsch militaire, le condamne à la peine maximale de trente ans de détention. En dépit des preuves, il a toujours nié les faits et, jouant d'une certaine manière un double-jeu, il s'est attiré la sympathie de certains qui l'ont toujours jugé innocent, notamment Alfonso Osorio, un ministre influent durant la période de la Transition démocratique.
Après plusieurs années passées en prison, il est gracié par le Gouvernement, le 24 décembre 1988, pour raison de santé.
Après sa remise en liberté, il s'est retiré dans une maison de campagne en Galice, où il se consacrait à la culture et la vente d'orchidées, jusqu'à sa mort, le 1er décembre 2013.